# Gerakini
Gerakini (griechisch Γερακινή, (f. sg.) gesprochen Jerakiní) ist eine Ortslage an der Südküste der Gemeinde Polygyros in der Region Zentralmakedonien. Der Ort liegt am Scheitelpunkt des Golfs von Kassandra (Κόλπος Κασσάνδρας) zwischen den Halbinseln Kassandra (südlich) und Sithonia (südöstlich). Gerakini wird vom griechischen Statistikdienst nicht eigens erfasst, sondern der Küstensiedlung Kalyves Polygyrou mit 1.333 Einwohnern zugerechnet.

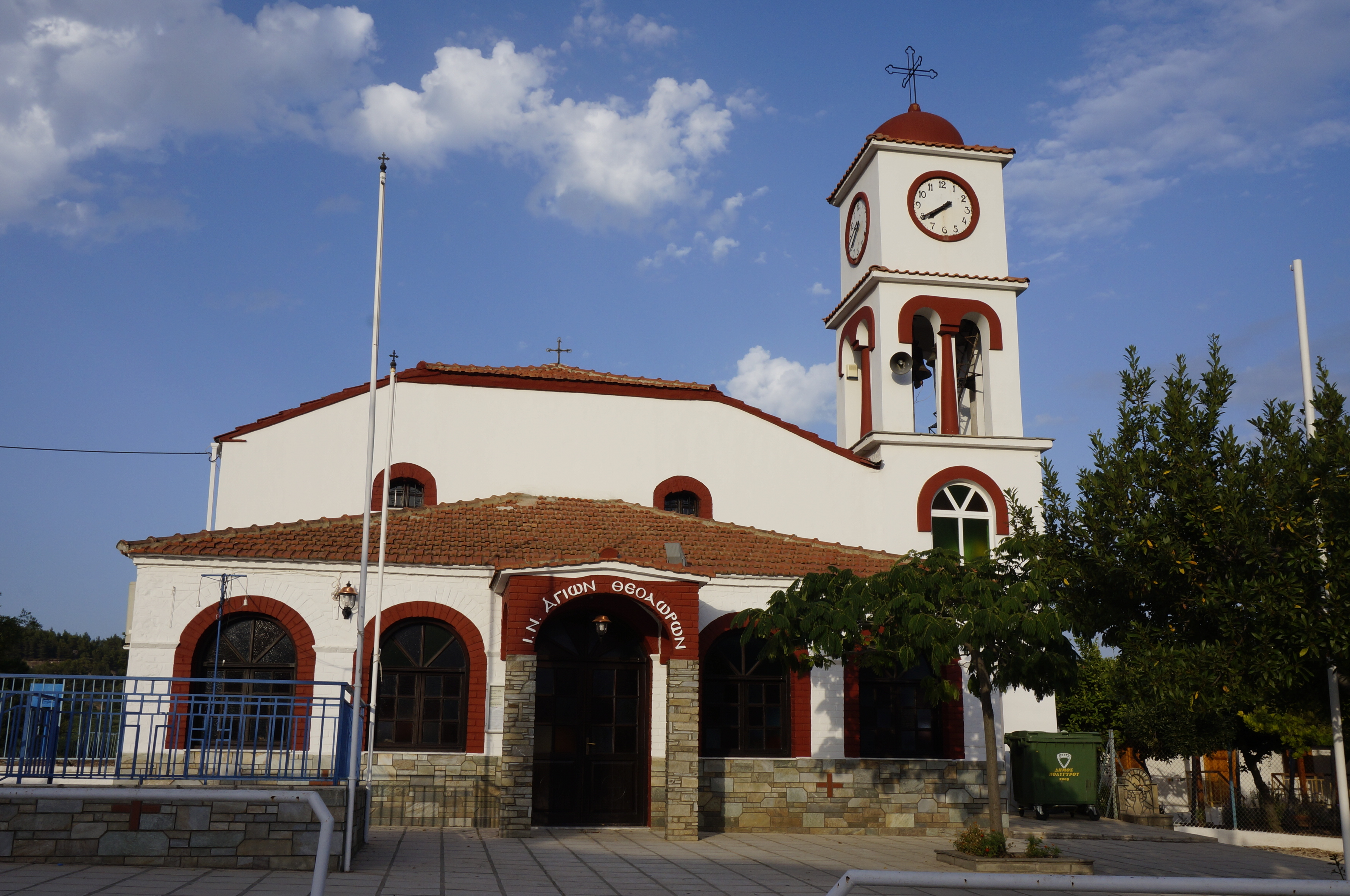
Kirche in Gerakini

Der nördliche Ortsteil besteht aus einer alten Bergarbeitersiedlung und den Magnesitwerken (Μεταλλείο Γερακινής Metallio Gerakinis). Südlich der Küstenstraße befindet sich die neue Siedlung (Παραλία Γερκινής Paralia Gerakinis) mit Hotels, Geschäften und Tavernen. An der Küste befindet sich eine Magnesit-Verschiffungsanlage, die allerdings schon vor einigen Jahren stillgelegt wurde und mit deren Demontage im Mai 2013 begonnen wurde. Besondere touristische Sehenswürdigkeiten sind in Gerakini nicht vorhanden, der Strand und die touristische Infrastruktur entspricht dem Standard vergleichbar großer Orte in der Umgebung.
Die zentrale Lage macht von Gerakini als Ausgangspunkt Tagestouren sowohl auf die Halbinseln Kassandra und Sithonia als auch auf den zentralen Teil von Chalkidiki oder nach Thessaloniki möglich.